# グレコ・バクトリア王国

グレコ・バクトリア王国

グレコ・バクトリア王国の最大領域

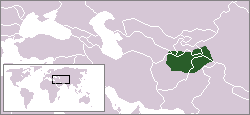
バクトリアの位置（紀元前320年）

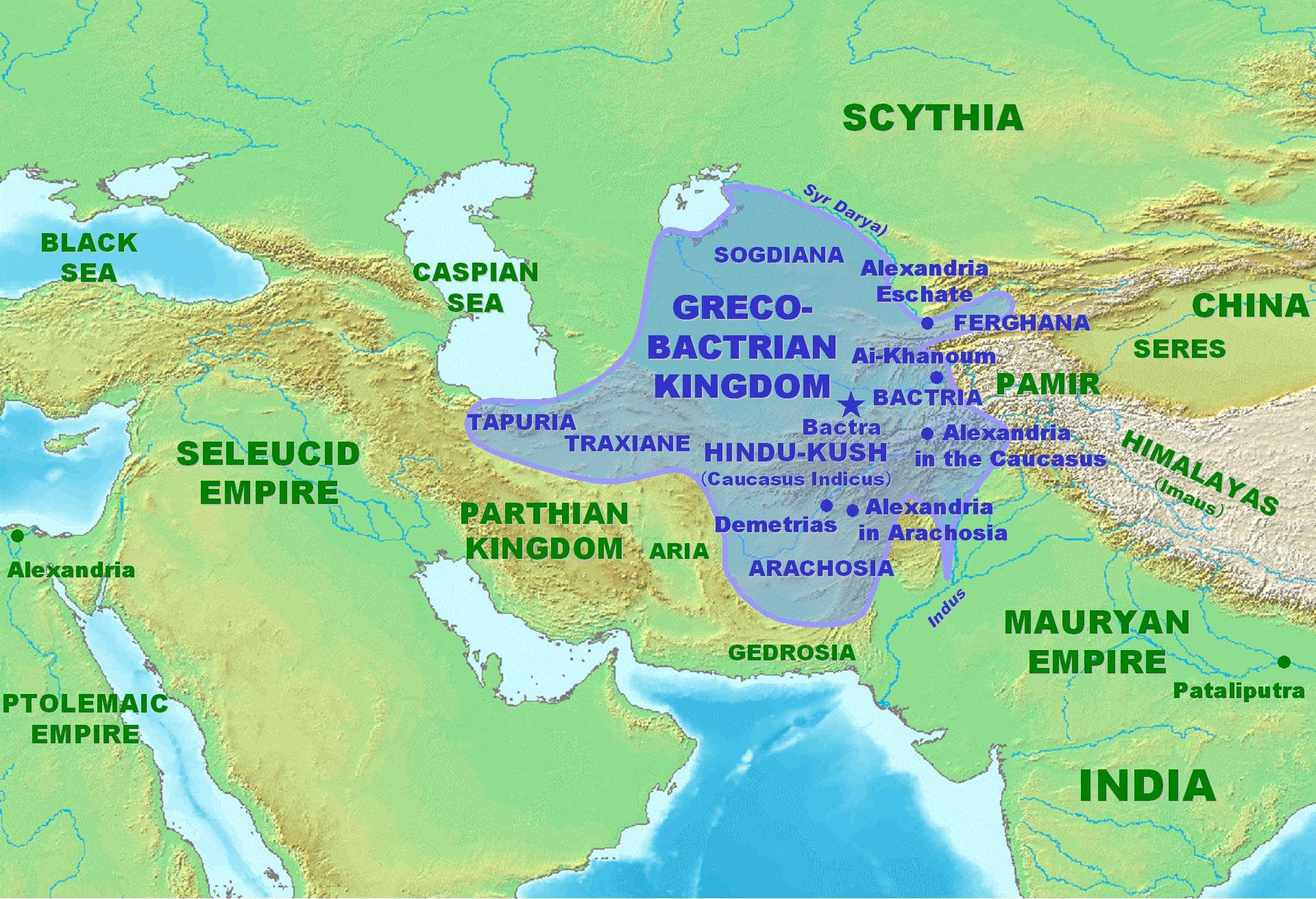
紀元前170年頃のグレコ・バクトリア王国の最大版図

グレコ・バクトリア王国（紀元前255年頃 - 紀元前130年頃）は、ヒンドゥークシュ山脈からアム川の間（現在のアフガニスタン北部、タジキスタン、カザフスタンの一部）に、バルフを中心として建てられたギリシア人王国で、代表的なヘレニズム国家の一つ。グレコ・バクトリア王国は支配体制が未整備だったため、王統交替・勢力盛衰が頻繁で王権が弱く、地方の王が権力を持ちしばしば国家が分裂した。名称のグレコ・バクトリアとは、ギリシア人のバクトリアという意味で、単にバクトリアやバクトリア王国とも呼ばれるが、地方としてのバクトリアと混同しないよう、ここではグレコ・バクトリア王国とする。

## 歴史

### 建国以前
バクトリア地方にはアッシリアが滅亡した後、西アジアの主要勢力となった4国の一つであるメディア王国が勢力を伸ばしていた。その後、紀元前518年ごろ、アケメネス朝ペルシアのキュロス2世の時代に征服され、ペルシア帝国の一部となった。
さらにその後、紀元前328年にマケドニア王国のアレクサンドロス大王によって征服された。大王の死後はセレウコス朝シリアの一部となり従軍ギリシア人の一部が住み続けた。

### 建国
紀元前250年頃にサトラップ（総督）の地位にいたギリシア人のディオドトスが反乱を起こし、独立してバクトラ（Baktra、現：アフガニスタン北部、バルフ）を都とするグレコ・バクトリア王国を建国した。このとき、北部のソグディアナ（現在のウズベキスタンのサマルカンド州とブハラ州、タジキスタンのソグド州一帯、フェルガナ盆地にあったソグド人の国家）、西方のマルギアナ（現在のトルクメニスタン）などを征服した。
ディオドトス2世の時代の紀元前228年頃、同じくセレウコス朝より独立したパルティアと同盟を結び、西方を固めた。この同盟は、紀元前189年まで続く。

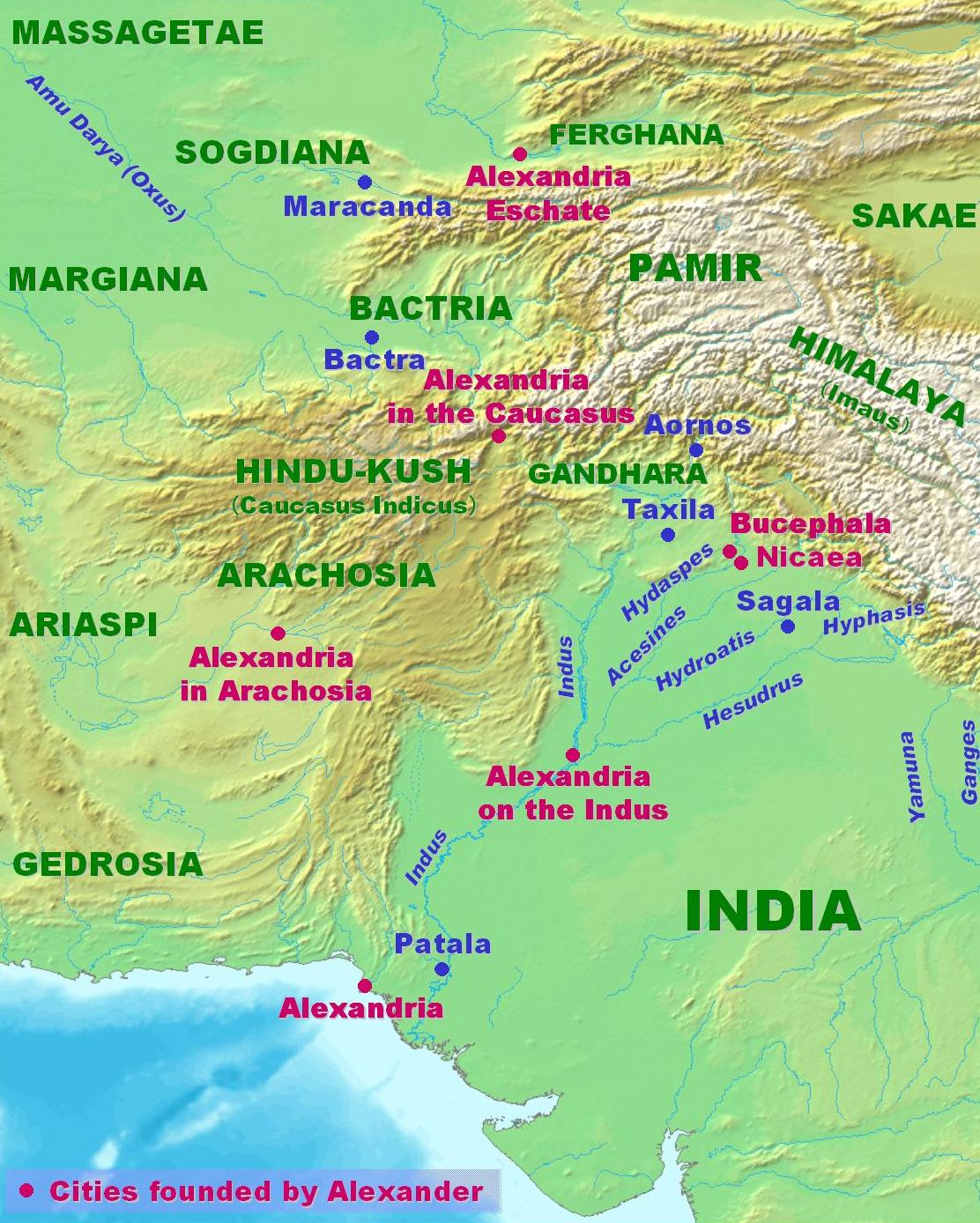
バクトリアからインドまでの諸都市。

### 発展と分裂
インドに進出したデメトリオス1世（在位：紀元前200年 - 紀元前180年）は、ヒンドゥークシュ山脈を越えて南下、ガンダーラを占拠した。さらに北西インドの侵略を続け、アラコシア、ゲドロシア、カチャワール半島まで支配下とした。
デメトリオス1世に続いて、その弟アンティマコス1世（在位：紀元前180年 - 紀元前171年）の治世に入ると、インドにおけるマウリヤ朝の衰勢に乗じて更にインド方面へ勢力を拡大し、タクシラを占領してガンダーラ地方を征服した。しかし紀元前171年頃、 アンティマコス1世は武将の一人であるエウクラティデスによって殺される。ほどなくして、グレコ・バクトリア王国はバクトリアに残存する集団と北西インドの集団（インド・グリーク朝）に分裂した。

### 王国の衰退とバクトリア地方の放棄
エウクラティデス1世（紀元前171年 - 紀元前145年頃）は王位を奪ってからというもの、多くの戦争を遂行したため、グレコ・バクトリアの兵力と国力を衰退させていった。しかし、そんな状況下でもエウクラティデス1世はインド・グリーク朝のデメトリオス2世を倒し、西北インドをふたたび支配下に置くことに成功する。
紀元前145年頃、エウクラティデス1世がインド遠征から帰還する際、王国の共同統治者にしておいた息子のヘリオクレスによって殺され、ヘリオクレスがグレコ・バクトリア王国の君主となった。しかし、ヘリオクレスの治世は長く続かず、紀元前140年〜紀元前130年の間に北の遊牧騎馬民族であるアシオイ，パシアノイ，トカロイ，サカラウロイの4種族に侵攻され、王国は滅ぼされた。

## 習俗・文化

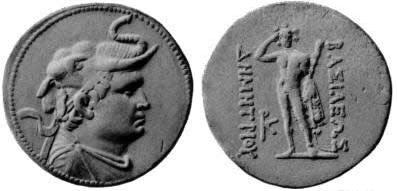
デメトリオス1世の銀貨

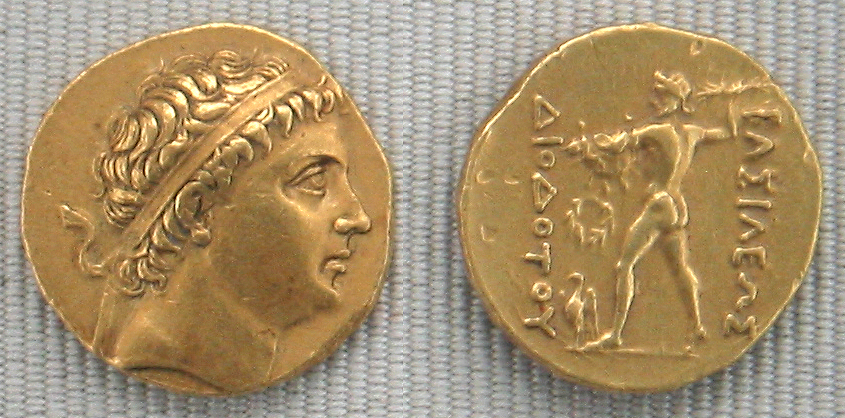
ディオドトス1世の金貨、BC250年頃

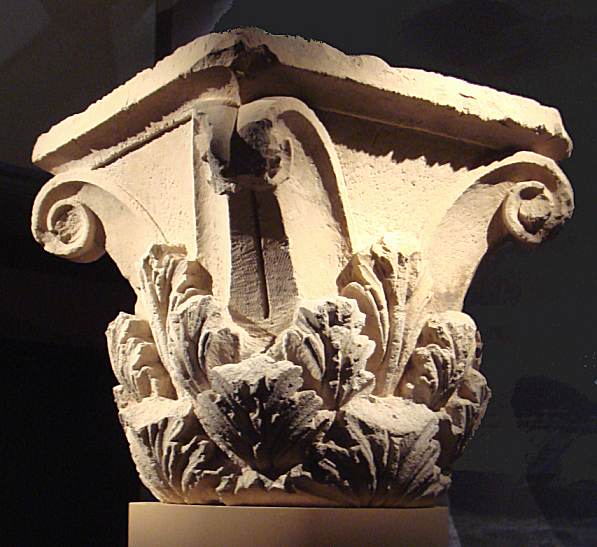
アイ・ハヌム遺跡出土のコリント式の柱頭

### 商業
グレコ・バクトリアは商業と手工業の中心で、商業の発展は多数発見されたコインでうかがい知ることができる。その絶頂期にあたるのがデメトリオス1世（在位：前190年 - 前167年）の時代であり、当時のバクトリアには南はインド、東は中国、西はパルティア，エジプト，ローマの商人が集まり、各地のあらゆる商品が取り引きされた。また、当時から絹は西方文明地域の支配階級にとって不可欠な物資となっており、張騫が西域に至るより以前からもシルクロード交易が行われていたことになる。主に取り扱われる商品としては北方の皮革・毛織物，インドの香辛料，甘味料，金銀，宝石，貴石，ガラス，薬品，金属製品，象牙などであり、その商品は一旦バクトリアに集められ、取引された後に各地へ運ばれた。つまりバクトリアは中継市場として機能していたのである。同時代の世界貿易の中心地として、エジプトのアレキサンドリア、西北インドのサガーラが挙げられる。

### コイン
グレコ・バクトリアのコインの表側には当時の王の横顔が、裏側にはゼウス，ポセイドン，アポロン，アルテミスなどのギリシアの神々や、ヘラクレスなどの英雄の像が刻まれていた。

### 神話
グレコ・バクトリアの神話は、もともとの古典古代のギリシャ神話と、東方のイラン・インド神話が融合したものとなり、たとえばヘラクレスはウェルトラグと融合し、アポロンはミトラと融合して両神話の神々は同一のものとされた。

### 建築
ギリシア文化を生かして石材が用いられ、新しい都市は原則として四角形または正方形につくられ、四角形の塔をともなう城壁に取り囲まれていた。また、豪華な植物文入りの柱頭をもつコリント式円柱が好まれた。

## 遺跡
アイ・ハヌム遺跡 - タジキスタンとの国境近くにあるアフガニスタン北部で発見されたバクトリア有力都市の遺跡。かつてのアレクサンドリア・オクシアナに比定される。

## 歴代王
1. ディオドトス1世（紀元前250年頃 - 紀元前240年頃）
2. ディオドトス2世（紀元前240年頃 - 紀元前230年頃）…ディオドトス1世の子。
3. エウテュデモス1世（紀元前230年頃 - 紀元前200年頃）…ディオドトス朝から王位簒奪
4. デメトリオス1世（紀元前200年頃 - 紀元前180年頃）…エウテュデモス1世の子。北西インド進出、タクシラ占領
  - エウテュデモス2世（紀元前180年代）…デメトリオス1世の子
5. アンティマコス1世（紀元前185年頃 - 紀元前171年）…デメトリオス1世の弟
6. エウクラティデス1世（紀元前171年 - 紀元前145年頃）…エウテュデモス朝から王位簒奪
7. プラトン（紀元前145年頃）…エウクラティデス1世の子?
  - エウクラティデス2世（紀元前145年頃 - 紀元前140年頃）…エウクラティデス1世の子
8. ヘリオクレス1世（紀元前145年頃 - 紀元前130年頃）…エウクラティデス1世の子、プラトンの弟?